# Ctenoplusia polycampta
Ctenoplusia polycampta är en fjärilsart som beskrevs av Claude Dufay 1972. Ctenoplusia polycampta ingår i släktet Ctenoplusia och familjen nattflyn. Inga underarter finns listade i Catalogue of Life.